# Nagy kiterjedésű hálózat

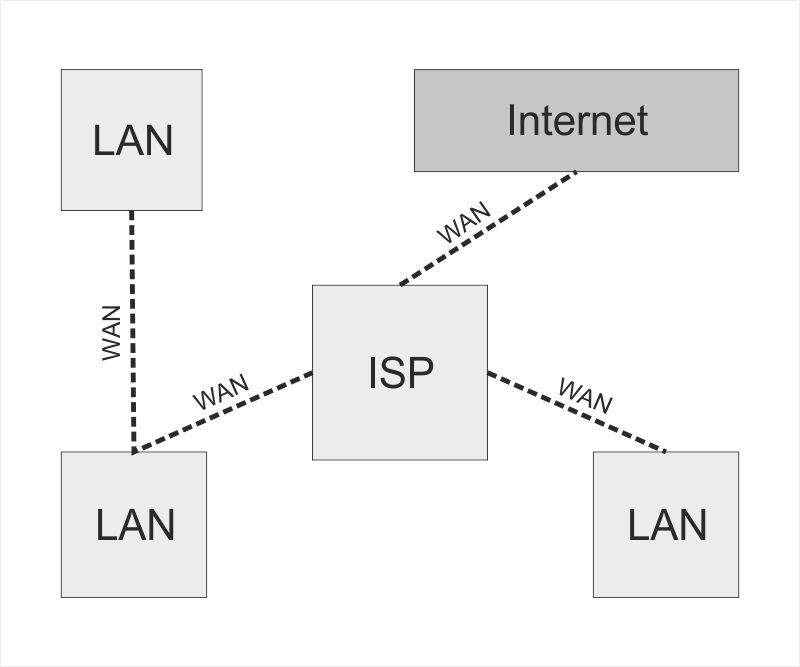
WAN hálózatok

A nagy kiterjedésű hálózat (általánosan használt rövidítéssel: WAN az angol wide area network kifejezésből) egy olyan számítógép-hálózat, mely nagyobb területet fed le (azaz olyan hálózatok, melyek nagyvárosok, régiók, országok közötti kommunikációt valósítanak meg), szemben a személyi hálózatokkal (PAN), helyi hálózatokkal (LAN), egyetemi hálózatokkal (CAN) vagy a városi hálózatokkal (MAN), melyek jellemzően egy szobára, épületre, egy egyetem területére vagy egy városra vannak területileg korlátozva.

## Tervezés, kiépítés
A WAN hálózatok helyi hálózatok (LAN) és egyéb típusú hálózatok összekapcsolását teszik lehetővé, így az egyik helyszínen lévő felhasználók és számítógépek kapcsolódhatnak egy másik, távoli helyszínen lévő felhasználókkal és számítógépekkel. Vannak olyan WAN hálózatok, melyek kimondottan egy szervezet vagy cég számára épültek ki és a külvilág felé zártak. Léteznek olyan, az internetszolgáltatók (ISP-k) által kiépített WAN-ok, melyek egy cég vagy szervezet helyi hálózatát kötik össze az Internettel. A WAN-okat gyakran bérelt vonalakon építik ki. Ezen bérelt vonalak mindegyik végén egy router kapcsolódik a LAN-hoz az egyik oldalon, a másik oldalon pedig egy hub található, a WAN-on belül. A bérelt vonalak általában nagyon drágák. Ehelyett használhatóak a vonalkapcsolt vagy csomagkapcsolt kiépítési módok, melyek jóval olcsóbbak. A TCP/IP és egyéb hálózati protokollok segítségével történik a címzés és adattovábbítás. Az olyan protokollok mint a Packet over SONET/SDH, MPLS, ATM és Frame relay szolgáltatók által használatosak a WAN-okban használt linkek továbbítására. Az X.25 egy fontos korai WAN protokoll volt, melyet gyakran a Frame relay "nagyapjának" is tekintenek, minthogy az X.25 sok megoldása és funkciója (ezek továbbfejlesztésével) a mai napig használatosak a Frame relay által.

## Kapcsolódási technológiák
| Kiépítés                    | Leírás | Előnyök                                                                             | Hátrányok | Sávszélesség    | Protokoll példák      |
| --------------------------- | --- | ----------------------------------------------------------------------------------- | --------- | --------------- | --------------------- |
| Bérelt vonal                | Közvetlen kapcsolat két számítógép vagy helyi hálózatok között.                                                                          | Legbiztonságosabb                                                                   | Drága     |                 | PPP, HDLC, SDLC, HNAS |
| Vonalkapcsolt               | A végpontok között külön dedikált vonal jön létre, ilyen például a telefonhálózat is.                                                    | Legolcsóbb                                                                          |           | 28 – 144 kbit/s | PPP, ISDN             |
| Csomagkapcsolt              | Az eszközök rövid, változó hosszúságú csomagokban küldik az adatokat a hálózaton.                                                        |                                                                                     |           |                 | X.25, Frame Relay     |
| Cell relay (Cella kapcsolt) | Hasonló a csomagkapcsolthoz, de itt fix hosszúságú cellákra osztva történik az adatküldés, ellentétben a változó hosszúságú csomagokkal. | Legjobb megoldás olyan hálózatnál, ahol a hang és adatok küldése egyszerre történik |           |                 | ATM                   |

Az átviteli sebesség általában 1200 bit/s és 24 Mbit/s közé esik, de például a bérelt vonal vagy ATM esetében átlépheti a 156 Mbit/s sebességet is. A WAN tipikus megoldásai a telefon hálózatok, mikrohullámú és műholdas kapcsolatok.
Manapság az olcsó Internet egyre nagyobb elterjedtségének köszönhetően sok szervezet és cég ún. virtuális magánhálózatok (VPN)
útján kapcsolják össze hálózataikat, így létrehozva egy nagy kiterjedésű hálózatot (WAN). Például a Cisco, New Edge Networks, Check Point stb. cégek kínálnak megoldásokat cégek számára VPN hálózatok kialakításához.

## Lásd még
- Számítógép-hálózat
- Internet
- Frame Relay

## Fordítás
- Ez a szócikk részben vagy egészben  a   Wide area network című angol Wikipédia-szócikk fordításán alapul.  Az eredeti cikk szerkesztőit annak laptörténete sorolja fel. Ez a jelzés csupán a megfogalmazás eredetét és a szerzői jogokat jelzi, nem szolgál a cikkben szereplő információk forrásmegjelöléseként.